# Charles Gordon-Lennox (10e duc de Richmond)
Charles Henry Gordon-Lennox, 10e duc de Richmond, 10e duc de Lennox, 10e duc d'Aubigny, 5e duc de Gordon (19 septembre 1929-1er septembre 2017), appelé Lord Settrington jusqu'en 1935 et comte de March et Kinrara entre 1935 et 1989, est un pair anglais et propriétaire terrien.
Fils de Frederick Gordon-Lennox (9e duc de Richmond), il lui succède en 1989. Le siège des ducs de Richmond est Goodwood House dans le Sussex. Le 10e duc déménage dans la plus petite maison Molecomb à proximité lorsque son fils, Lord March, prend le contrôle du domaine et emménage dans la maison principale avec sa famille, en 2005.

## Biographie
Il fait ses études au Collège d'Eton et à William Temple College, un collège théologique de l'Église d'Angleterre aujourd'hui disparu. Il est sous-lieutenant dans le 60th Rifles de 1949 à 1950. Il est Expert-comptable et passe près de deux décennies à travailler dans le monde de l'entreprise,.
Il occupe un certain nombre de postes publics et religieux comme chancelier de l'Université du Sussex de 1985 à 1998, et commissaire de l'Église de 1963 à 1976; membre du Synode général de l'Église d'Angleterre de 1960 à 1980 et membre des comités du Conseil œcuménique des Églises. Il est lieutenant adjoint du West Sussex de 1975 à 1990 et Lord-lieutenant de 1990 à 1994. Il est également un patron de Prisoners Abroad, une organisation caritative soutenant le bien-être des Britanniques emprisonnés à l'étranger et de leurs familles.

## Famille
Il épouse en 1951 Susan Monica Grenville-Gray (née en 1932), fille du colonel Cecil Everard Montague Grenville-Gray. Ils ont trois enfants :
- Ellinor Caroline Gordon-Lennox (28 juillet 1952) ;
- Charles Gordon-Lennox (11e duc de Richmond) (8 janvier 1955). Il épouse Sally Clayton le 3 juillet 1976 et divorce en 1989. Ils ont une fille. Il se remarie avec Janet Elizabeth Astor (fille de William Astor (3e vicomte Astor)) en 1991. Ils ont quatre enfants ;
- Louisa Elizabeth Gordon-Lennox (14 mars 1967). Elle épouse Benjamin "Ben" Collings le 1er novembre 1997. Ils ont quatre enfants.

Ils attirent l'attention de la presse lorsqu'ils adoptent deux filles métisses à une époque de sentiment anti-immigrant et lorsque le mariage interracial est mal vu :
- Maria Gordon-Lennox (1959). Elle épouse M. Handy. Ils ont une fille[2] ;
- Naomi Gordon-Lennox (1962). Elle épouse Gavin Burke en 1999 et elle divorce. Ils ont trois enfants.

Les deux filles sont nées en Angleterre de mères blanches, respectivement de père ghanéen et sud-africain noir. Les enfants adoptés de pairs n'étaient pas autorisés à utiliser des titres de courtoisie jusqu'à ce qu'un mandat royal délivré en avril 2004 autorise Maria et Naomi à être appelées Lady, en tant que filles d'un duc.